# Савицкий, Владимир Дмитриевич
Савицкий, Владимир Дмитриевич (16 февраля 1922, Симферополь — 7 марта 2009, Санкт-Петербург) — русский писатель, переводчик, критик, педагог. Кандидат филологических наук. Член Союза писателей Санкт-Петербурга с 1964 года. Участник Великой Отечественной войны. Награждён орденом Красной Звезды, орденом Отечественной войны II степени и медалями.

## Биография
Жил в Ленинграде с 1928 года. В 1939 году поступил на филологический факультет Ленинградского государственного университета. Осенью 1940 года призван в армию. Воевал в телеграфно-эксплуатационной роте штаба фронта. После войны окончил обучение (1950) и аспирантуру (1954). Защитил кандидатскую диссертацию (1956).
Жена — Ирина Петровна Куприянова, доктор филологических наук, профессор кафедры истории зарубежных литератур СПбГУ, переводчик с датского.
Занимался преподавательской деятельностью; в 1957-72 гг. — литературный консультант Ленинградской писательской организации. Автор ряда статей, рецензий, предисловий, заметок о творчестве чешских и словацких писателей, о русской литературе в Чехии (Гоголь, Чехов, Шолохов), о русской, чешской и словацкой драматургии и театре. Перевел с чешского и словацкого языков пьесы П. Когоута, П. Карваша, А. Ирасека, братьев А. и В. Мрштик, И. Стодолы, И. Голлы и др., роман Э. Басса «Цирк Умберто» (в соавторстве с И. Ивановым; Ленинград, 1974), рассказы Я. Гашека, К. Светлой, П. Карваша. Автор критико-биографического очерка о словацком писателе П. Илемницком. Осуществил перевод мемуаров Станислава Понятовского (М., 1995), книги эстонского пастора Харри Хаамера «Наша жизнь — на небесах» (совместно с М. Штокаленко; СПб, 2000), составитель сборника пьес Павла Когоута «Такая любовь» (в соавторстве с О. М. Малевичем; СПб, 2007).
После 1968 года обратился к оригинальному творчеству (проза, эссе, критика, драматургия). Автор книг:
«Солнечный зайчик на старой стене» (Л., 1978),
«Один взгляд» (Л., 1982),
«Записки ровесника» (Л., 1983),
«Решающий шаг» (Л., 1985),
«Моленый град Петров» (СПб, 2003),
«Три века российского самовластия» (СПб, 2004);
«Воспоминания о XX веке: Заметки вольнодумца» (2009).
Похоронен на Серафимовском кладбище